# Albert Lichtblau
Albert Lichtblau (* 1954 in Blindenmarkt) ist ein österreichischer Historiker. Er ist Professor für Zeitgeschichte, Leiter des Fachbereichs Geschichte der Universität Salzburg und stellvertretender Leiter des Zentrums für Jüdische Kulturgeschichte der Universität Salzburg.

## Leben
Albert Lichtblau studierte an der Universität Wien Geschichte und Politikwissenschaft. Er promovierte 1980 an der Universität Wien (Dr. phil.) mit der Arbeit Anfänge kommunaler Wohnungspolitik in Wien von 1892–1919. 1992 habilitierte er sich an der Universität Salzburg mit der Arbeit Sozialstruktur, soziale Spannung und Antisemitismus: eine vergleichende Studie sozialer Trägerschichten der antisemitischen Bewegungen in Berlin und Wien von der Emanzipation bis zum Ersten Weltkrieg.
Von 1987 bis 1989 arbeitete er als wissenschaftlicher Mitarbeiter am Zentrum für Antisemitismusforschung der TU Berlin. Danach wechselte er an die Universität Salzburg.
Bis 2003 war er als freier Mitarbeiter am Institut für Geschichte der Juden in St. Pölten. Dort war er u. a. am Buchprojekt Geschichte der Juden in Österreich beteiligt.
Er führte unter anderem im Rahmen des Projektes Survivors of the Shoah der Visual History Foundation zahlreiche Interviews.
Er ist Mitinitiator von www.unitv.org. Seine Forschungsschwerpunkte sind u. a. Migration, Rassismus, Erinnerungspolitik, Oral History und Audiovisuelle Geschichte. Er ist Gestalter mehrere Dokumentarfilme.

## Publikationen (Auswahl)
- Als hätten wir dazugehört: österreichisch-jüdische Lebensgeschichten aus der Habsburgermonarchie. Böhlau, Wien 1999, ISBN 3-205-98722-5. Auszüge
- Antisemitismus und soziale Spannung in Berlin und Wien 1867–1914. Metropol, Berlin 1994, ISBN 3-926893-18-4.
- „Arisierungen“, beschlagnahmte Vermögen, Rückstellungen und Entschädigungen in Salzburg. Oldenbourg, Wien/München 2004, ISBN 3-7029-0522-7.
- Wiener Wohnungspolitik 1892–1919. Verlag für Gesellschaftskritik, Wien 1984, ISBN 3-900351-33-3.
- Sabine Jahn (Hrsg.): „Wir wollten nur das Paradies auf Erden“: Die Erinnerungen einer jüdischen Kommunistin aus der Bukowina / Prive Friedjung (= Damit es nicht verlorengeht. Band 31). Böhlau, Wien/Köln/Weimar 1995.
- Die Debatten über die Ritualmordbeschuldigungen im österreichischen Abgeordnetenhaus am Ende des 19. Jahrhunderts. In: Rainer Erb (Hrsg.): Die Legende vom Ritualmord – Zur Geschichte der Blutbeschuldigung gegen Juden (= Technische Universität Berlin: Zentrum für Antisemitismusforschung. Reihe Dokumente, Texte, Materialien. Band 6). Metropol, Berlin 1993, ISBN 3-926893-15-X, S. 267–293.
- mit Martin Krist: Nationalsozialismus in Wien. Opfer. Täter. Gegner (= Nationalsozialismus in den österreichischen Bundesländern. Band 8). Studienverlag, Innsbruck/Wien/Bozen 2017, ISBN 978-3-7065-5321-6.